# Curtonotum cuthbertsoni
Curtonotum cuthbertsoni är en tvåvingeart som beskrevs av Oswald Duda 1935. Curtonotum cuthbertsoni ingår i släktet Curtonotum och familjen Curtonotidae. Inga underarter finns listade i Catalogue of Life.